# 滨口直树
滨口直树（日语：／ Hamaguchi Naoki）是一名日本程序员兼游戏导演，是史克威尔艾尼克斯的员工，主要负责最终幻想系列游戏的制作。

## 职业
滨口直树在游玩过《最终幻想VI》之后，受到很大启发，梦想要制作一款同样高质量的游戏。2003年，他从HAL名古屋工业设计学院毕业，同年进入游戏行业。
加入史克威尔艾尼克斯后，滨口直树最初曾负责《最终幻想XIII》三部曲的程序开发。之后，滨口被任命为游戏《莫比乌斯 最终幻想》的项目负责人。他从《最终幻想VII 重制版》开发之初就参与其中，但在项目转为主要使用内部开发结构后，他被提拔成为项目开发负责人。2018年3月，滨口辞去《莫比乌斯 最终幻想》项目负责人一职，以专注于《最终幻想VII 重制版》的制作。2019年4月，在史克威尔艾尼克斯内部业务部门重组期间，滨口直树与野村哲也一起成为《最终幻想VII 重制版》的联合监督，这是他以监督身份接手的首部作品。
2021年2月，野村宣布将卸任《最终幻想VII 重制版》后续项目游戏总监一职，以专注于其他项目。之后，滨口成为新任总监，而野村将继续担任游戏的创意总监。2024年4月1日，滨口直树被选为史克威尔艾尼克斯的执行董事。

## 作品
| 年份 | 标题                   | 职责                                 |
| ---- | ---------------------- | ------------------------------------ |
| 2006 | 最终幻想12             | 视觉效果：实时渲染                   |
| 2009 | 最终幻想13             | 水晶工具开发人员、首席过场动画程序员 |
| 2010 | 最终幻想14             | 客户端程序员                         |
| 2011 | 最终幻想13-2           | 首席应用程序员                       |
| 2013 | 雷霆归来：最终幻想XIII | 主程序员                             |
| 2015 | 莫比乌斯 最终幻想      | 项目负责人                           |
| 2020 | 最终幻想VII 重制版     | 联合总监（游戏设计/编程）            |
| 2021 | 最终幻想VII：第一战士  | 助理总监                             |
| 2024 | 最终幻想VII 重生       | 总监                                 |